# Boveycantharis rufimana
Boveycantharis rufimana là một loài bọ cánh cứng trong họ Cantharidae. Loài này được Menetries miêu tả khoa học năm 1832.